# Çağlar Ertuğrul
Çağlar Ertuğrul (Karşıyaka, 5 novembre 1987) è un attore turco.

## Biografia
Nativo del distretto di Karşıyaka, si laurea in ingegneria meccanica presso l'Università Koç.
Già impegnato in diversi progetti teatrali in ambito universitario, nel 2012 è scelto dal regista Alper Çağlar per il ruolo di Üsteğmen Oğuz Çağlar nel film militare Dağ, grazie al quale si segnala subito al pubblico turco. I due anni successivi lo vedono impegnato esclusivamente in serie televisive, quali Beyaz Karanfil, Boynu Bükükler, Kurt Seyit ve Şura e Medcezir, quest'ultima remake della fiction adolescenziale statunitense The O.C.. 
Nel 2015 l'attore torna sul grande schermo partecipando al film comico Bana Masal Anlatma, con protagonisti Hande Doğandemir e Fatih Artman, mentre l'anno seguente torna a vestire i panni di Üsteğmen Oğuz Çağlar in Dağ II, lungometraggio che riesce a ottenere successo anche a livello internazionale. Più tardi è protagonista al fianco di Hande Soral e Firat Albayram in Biz Size Döneriz, film romantico diretto dal giovane regista Doğa Can Anafarta, ma ottiene il successo definitivo grazie al ruolo di Yağız Egemen nella serie televisiva Fazilet Hanım ve Kızları, dove recita assieme a Nazan Kesal, Afra Saraçoglu e Deniz Baysal.
Dopo aver lavorato in lungometraggi quali Ailecek Şaşkınız di Selçuk Aydemir e Yanımda Kal di Mustafa Uğur Yağcıoğlu, agli inizi del 2019 inizia a girare la fortunata serie Afili Aşk, trasmessa dal giugno dello stesso anno su Kanal D, dove interpreta il ricco donnaiolo Kerem Yiğiter, protagonista insieme al personaggio di Ayşe Ozkayali, interpretata da Burcu Özberk.

## Filmografia

### Cinema
- Dağ, regia di Alper Çağlar (2012)
- Bana Masal Anlatma, regia di Burak Aksak (2015)
- Dağ II, regia di Alper Caglar (2016)
- Biz Size Döneriz, regia di Doğa Can Anafarta (2017)
- Ailecek Şaşkınız, regia di Selçuk Aydemir (2018)
- Yanımda Kal, regia di Mustafa Uğur Yağcıoğlu (2018)

### Televisione
- Benim İçin Üzülme – serie TV (2012-2014)
- Beyaz Karanfil – serie TV (2014)
- Boynu Bükükler – serie TV (2014)
- La ragazza e l'ufficiale (Kurt Seyit ve Şura) – serie TV (2014)
- Medcezir – serie TV (2014)
- Fazilet Hanım ve Kızları – serie TV (2017-2018)
- Afili Aşk – serie TV (2019)
- Teşkilat – serie TV (2021)